# Sandycove
Sandycove (en irlandés: Cuas un Ghainimh) es un área de Dublín. Está al sureste de Dún Laoghaire y Glasthule, y al noroeste de Dalkey. Es un popular destino turístico.
Sandycove es conocido por el lugar de baño Forty Foot, que era solo para hombres pero que actualmente es mixto. 
El escritor James Joyce vivió una semana en la torre Martello situada en Sandycove. La escena de apertura de Ulysses de Joyce está ambientada en esta torre y ahora alberga un pequeño museo de Joyce. El Bloomsday es celebrado en Sandycove en honor a Joyce en el 16.º de junio cada año.
Cercana a la torre está la única casa diseñada en Avant Garde estilo por Michael Scott, eminente arquitecto que hizo de ella su residencia.

## Transporte
La estación de ferrocarril de Sandycove y Glasthule abrió el 11 de octubre de 1855.
El 20 de diciembre de 1940, durante la Segunda Guerra Mundial, el Luftwaffe bombardeó la estación de ferrocarril aunque Irlanda era un país neutral . Hubo tres heridos.

## Residentes notables
- Roger Casement nació en Sandycove.
- Bernard Farrell
- William Monk Gibbon, poeta
- Peter Gatenby, Profesor y Director Médico para la ONU.[4]
- Jason O'Mara nació y creció en Sandycove.
- Oliver St. John Gogarty alquiló el Martello Torre de 1904 a 1925.
- Maureen Toal, actriz, residió en Sandycove.[5]